# Petr Fiala
Petr Fiala, češki politik in politolog; * 1. september 1964, Brno, Češka.
Od 17. decembra 2021 opravlja funkcijo predsednika vlade Češke republike. Od leta 2014 je bil vodja Državljanske demokratske stranke (ODS), od leta 2012 do 2013 pa je bil minister za izobraževanje, mladino in šport.

## Mladost in akademska kariera
Fiala se je rodil v Brnu in bil vzgojen v konservativni katoliški družini. Njegov oče, ki je bil iz judovske družine, je preživel holokavst. Med letoma 1983 in 1988 je študiral zgodovino in češki jezik na Fakulteti za književnost Univerze Masaryk, po diplomi pa je delal kot zgodovinar v muzeju v Kroměřížu.
Leta 1996 je postal docent na Karlovi univerzi v Pragi, leta 2002 pa je bil imenovan za prvega profesorja politologije na Češkem. Leta 2004 je postal dekan na Fakulteti za družbene vede in bil istega leta izvoljen za rektorja Masarykove univerze, v tretjem krogu je premagal Jana Weschlerja. Fiala je bil ponovno izvoljen leta 2008 in je na položaju ostal do leta 2011. Medt njegovim rektorskim mandatom je univerza povečala število študentov na okoli 45.000 in postala najbolj priljubljena češka univerza glede prijav ter ustvarila nacionalni sistem za odkrivanje akademskega plagiatorstva. V tem obdobju je Univerza Masaryk zgradila nov kampus za biomedicino v vrednosti 220 milijonov evrov, odprla raziskovalno postajo na Antarktiki in koordinirala projekt Srednjeevropskega inštituta za tehnologijo (CEITEC) z uporabo 5,3 milijarde CZK iz evropskih strukturnih in investicijskih skladov, ki je bil lansiran leta 2011.

## Kariera
Septembra 2011 je bil Fiala glavni pomočnik predsednika vlade Petra Nečasa za znanost, 2. maja 2012 pa je bil imenovan za ministra za izobraževanje, mladino in šport v Nečasovi vladi.
Na parlamentarnih volitvah oktobra 2013 je bil Fiala kot neodvisni kandidat izvoljen v poslansko zbornico. Državljanska demokratska stranka (ODS) je bila na volitvah poražena in Fiala se je stranki pridružil novembra istega leta. Leta 2014 je Fiala napovedal kandidaturo za vodstvo ODS in bil 18. januarja 2014 izvoljen za četrtega vodjo stranke. Ponovno je bil izvoljen leta 2016.
Fiala je vodil ODS na volitvah leta 2017, z 11 % glasov je stranka zasedla drugo mesto. Fiala je zavrnil koalicijska pogajanja s stranko ANO 2011 o naslednji vladi, ODS pa je ostala v opoziciji. Fiala je bil leta 2018 ponovno izvoljen za vodjo ODS, 28. novembra 2017 pa za podpredsednika Poslanske zbornice.
S Fialo kot vodjo je ODS dosegel uspeh na občinskih volitvah 2018 in zmagal na volitvah v senat istega leta. Tudi leta 2020 je bil izvoljen za vodjo stranke.
ODS je pridobil tudi na regionalnih volitvah 2020. Fiala se je nato začel pogajati s KDU-ČSL in TOP 09 o oblikovanju volilnega zavezništva za parlamentarne volitve leta 2021. ODS, KDU-ČSL in TOP 09 so dosegle dogovor o ustanovitvi zavezništva, imenovanega SPOLU ("Skupaj"). Fiala je postal njihov kandidat za mesto predsednika vlade.
Javnomnenjske raziskave so pred volitvami kazale, da bo zmagal ANO 2011, vendar je v volilnem preobratu največ glasov dobil Spolu, opozicijske stranke pa so dobile večino sedežev v poslanski zbornici. Opozicijske stranke so podpisale memorandum, s katerim se strinjajo, da Fialo predlagajo za predsednika vlade. 8. novembra je pet čeških strank, od liberalno-konservativnih državljanskih demokratov do levosredinske liberalne Piratske stranke, podpisalo pakt o oblikovanju nove desnosredinske koalicijske vlade in se zavezalo, da bodo zmanjšale proračunski primanjkljaj. Predsednik Miloš Zeman je 9. novembra Fiali podelil mandat za sestavo nove vlade. 17. novembra 2021 je Fiala predstavil predlog liste ministrov, kar je Zeman 26. novembra 2021 potrdil.

### Predsednik vlade
Predsednik Zeman je 28. novembra 2021 Fialo imenoval za predsednika vlade Češke republike. Po imenovanju je Fiala dejal, da verjame, da bo njegova vlada prinesla spremembe in izboljšala življenja ljudi na Češkem, a da bo naslednje leto težko za številne državljane in Češko samo. Mandat je nastopil ob prisegi, 17. decembra 2021.
Med rusko invazijo na Ukrajino, 15. marca 2022, se je s slovenskim premierjem Janšo in poljskim premierjem Morawieckim z vlakom odpravil v Kijev na srečanje z ukrajinskim državnim vrhom. Šlo je za prvi visoki obisk v Ukrajini od začetka vojne. Pot so mediji opisali kot "tvegano misijo", pa tudi kot "izreden poskus izkazovanja podpore", predsednik Volodimir Zelenski pa ga je po srečanju pozdravil kot "odličen, pogumen, pravilen in iskren korak".
Julija 2022 je v imenu Češke uradno sprejel predsedovanje Svetu Evropske unije. Imel je govor v Evropskem parlamentu, v katerem je pozval k obrambi evropskih vrednot, nadaljnji podpori Ukrajini in opredelitvi jedrske energije kot obnovljivega vira (kar so poslanci Evropskega parlamenta pozneje potrdili z glasovanjem). Kot je izjavil prvi podpredsednik Evropske komisije Frans Timmermans, je predsedovanje Svetu pod vodstvom Fiale »doseglo zgodovinske rezultate«. 6. oktobra 2022 je Fiala predsedoval 1. vrhu Evropske politične skupnosti v Pragi.
Od leta 2023 je Češka padala v recesijo in nato še naprej gospodarsko zaostajala za drugimi državami članicami Evropske unije, ki so kazale znake okrevanja po pandemiji Covid-19. Češka se je prav tako soočila z visoko rastjo dolga in znižanjem realnih plač kljub zmanjšanju povprečne ravni  dolga v EU in zabeležila najvišjo stopnjo inflacije v EU med inflacijskim skokom 2021–2023. Tudi to je bil eden od razlogov za naglo upadanje podpore vladi in Fiali osebno.
Oktobra 2023 je Fiala obsodil Hamasov napad na Izrael in izrazil podporo izraelski pravici do samoobrambe in dejanj med kasnejšo vojno, ki je sledila. Dejal je, da je Izrael "edina delujoča demokracija na Bližnjem vzhodu in je ključ do stabilnosti v regiji." Fiala je 25. oktobra 2023 obiskal Izrael, da bi izrazil solidarnost z državo. To je bil razlog, da je Nigerija 8. novembra 2023 odpovedala načrtovani obisk Fiale.

## Zasebno
Petr Fiala je poročen z biologinjo Jano Fialovo, ki jo je spoznal kot študent med žametno revolucijo. Poročila sta se dve leti pozneje in imata tri otroke. Fiala je kristjan, krščen leta 1986. Do štiridesetega leta je igral nogomet, uživa pa tudi v tenisu, streljanju, smučanju, plavanju, jazz glasbi in filmih o Jamesu Bondu.